# 広見郵便局
広見郵便局（ひろみゆうびんきょく）
- 静岡県富士市にある郵便局。局番号は23413。
- 愛媛県北宇和郡鬼北町にある郵便局。本記事で記述する。
- 熊本県山鹿市にある郵便局。局番号は71245。

広見郵便局（ひろみゆうびんきょく）は、愛媛県北宇和郡鬼北町にある郵便局。民営化前の分類では集配特定郵便局であった。

## 概要
住所：〒798-1399 愛媛県北宇和郡鬼北町近永661

## 沿革
- 1874年（明治7年）11月16日 - 近永（ちかなが）郵便取扱所として開設[1]。
- 1875年（明治8年）1月1日 - 近永郵便局（五等）となる。
- 1889年（明治22年）3月31日 - 廃止。
- 1891年（明治24年）4月1日 - 再設置。
- 1894年（明治27年）1月16日 - 貯金取扱を開始。
- 1897年（明治30年）5月1日 - 為替取扱を開始。
- 1912年（大正元年）8月1日 - 旭（あさひ）郵便局に改称。
- 19xx年 - 近永郵便局に改称。
- 1956年（昭和31年）2月1日 - 広見郵便局に改称[2]。
- 1971年（昭和46年）10月22日 - 電話交換および和文電報配達業務を広見電報電話局に移管。
- 1983年（昭和58年）7月25日 - 清水郵便局から集配業務の一部[3]を移管。
- 1990年（平成2年）6月18日 - 下大野郵便局から集配業務を移管。
- 2006年（平成18年）10月16日 - 松野郵便局および日吉郵便局から集配業務を移管[4]。
- 2007年（平成19年）10月1日 - 民営化に伴い、併設された郵便事業宇和島支店広見集配センターに一部業務を移管。
- 2012年（平成24年）10月1日 - 日本郵便株式会社発足に伴い、郵便事業宇和島支店広見集配センターを広見郵便局に統合。

## 取扱内容
- 郵便、印紙、ゆうパック、内容証明
- 貯金、為替、振替、振込、国際送金、国債
- 生命保険、バイク自賠責保険
- ゆうちょ銀行ATM
- 鬼北町内の集配業務

## 周辺
- 鬼北町役場
- 愛媛県立北宇和高等学校
- 鬼北町立近永小学校
- 三間川
- JR四国予土線・近永駅

道を挟んで斜め右に、旧局舎が残っている。

## アクセス
- JR予土線 近永駅から北へ約200m（徒歩約2分）
- 宇和島バス 近永駅前停留所下車
- 国道441号沿い
- 駐車場あり：11台